# Lucatumumab
Il lucatumumab è un anticorpo monoclonale di tipo umano, che viene studiato per il trattamento di varie forme di tumore:  mieloma multiplo, nel linfoma non Hodgkin e nel linfoma di Hodgkin.
Esso è stato sviluppato dalla  Novartis Pharmaceuticals Corp.
Il farmaco agisce sull'antigene: CD40.